# التونسیه
التونسیه (عربی: التونسية) یک روزنامه ملی تونسی است که به زبان عربی روزانه منتشر می‌شود. در ماه دسامبر سال ۲۰۱۱ از سوی «نصر الدین بن سعیدة» تأسیس شد.
مقر اصلی این روزنامه در تونس در پایتخت واقع شده‌است. این روزنامه در سال ۲۰۰۸ شروع به انتشار کرد.
بر اساس گفته «ناجی البغوری» رئیس سندیکای ملی روزنامه‌نگاران تونسی؛ در ۱۲ مه ۲۰۱۶؛ بیست و یک نفر روزنامه‌نگار و سه نفر «متخصص فنی روزنامه‌نگاری»؛ در مقابل مقر این روزنامه دست به تحصن زدند که رئیس‌جمهور اقدام به بستن این روزنامه کرد در عین حال؛ همزمان برنامه‌ریزی برای انتشار مجله جدیدی شروع شد.